# Michał Fryderyk Czartoryski
Fryderyk Michał Czartoryski (ur. 26 kwietnia 1696 w Klewaniu, zm. 13 sierpnia 1775 w Warszawie) – książę na Klewaniu i Żukowie, kanclerz wielki litewski od 1752, podkanclerzy litewski od 1724, kasztelan wileński od 1722, podstoli wielki litewski od 1720, starosta grodzieński, łucki, uświacki, jurborski, homelski, kupiski i pieniański, współzałożyciel i przywódca Familii.

## Lata wczesne i młodość
Michał Czartoryski dzieciństwo spędził na Wołyniu i po części w Prusach. Odebrał bardzo staranne wykształcenie o zabarwieniu francuskim. Był uczniem pojętnym i bystrym. Zasobem wiedzy przewyższał swojego brata Augusta. Około 1714 wraz z bratem i z nauczycielem wyjechał do Francji, a następnie do Florencji i Rzymu. Od wczesnej młodości zaczął współpracować z dworem Augusta II u boku ówczesnego pierwszego ministra i feldmarszałka  Jakuba Henryka Fleminga. Był posłem na sejm 1722 roku z województwa trockiego. Poseł na sejm z limity 1719/1720 roku z województwa wołyńskiego. 

## Familia
Michał Czartoryski był współzałożycielem i przywódcą stronnictwa politycznego Familii. Był członkiem konfederacji generalnej zawiązanej 27 kwietnia 1733 roku na sejmie konwokacyjnym. Wraz z innymi członkami stronnictwa w 1733 roku podpisał elekcję Stanisława Leszczyńskiego. Po rezygnacji Leszczyńskiego z walki o koronę polską zabiegał o zaufanie i przychylność króla Augusta III. Był współtwórcą reorientacji poglądów Familii w polityce zagranicznej. Dbał o ugruntowanie wpływów w kraju i budowanie stronnictwa prorosyjskiego. Był przekonany, że tylko przy pomocy Rosji i imperatorowej Katarzyny II będzie można przeprowadzić konieczne reformy i przeciwdziałać zaborczej polityce Prus, króla Fryderyka II. Wśród koniecznych reform mówiono w obozie Familii o konieczności zmian w formule obrad sejmowych, o konieczności podniesienia wartości legislacyjnej sejmu, o ograniczeniu liberum veto.
10 lipca 1737 roku podpisał we Wschowie konkordat ze Stolicą Apostolską.
W latach 1732–1752 współpraca Familii z dworem królewskim układała się dobrze.  Po 1756 sytuacja zmieniła się. Familia stanęła zdecydowanie w opozycji wobec partii dworskiej. W styczniu 1756 r. za pośrednictwem rosyjskiego sekretarza poselstwa w Warszawie Jana Rzyszczewskiego Michał Czartoryski zwrócił się do Rosji z prośbą o wsparcie polityczne dla Familii.  Michał Czartoryski należał w tych latach do najpotężniejszych i najzdolniejszych ministrów Rzeczypospolitej. Praktycznie sam rządził Litwą. To u Michała Czartoryskiego mieściło się centrum propagandy i kontaktów politycznych Familii.

## Zasady i poglądy polityczne
Michał Czartoryski pracował nad reformą sejmów i sejmików. Nie wahał się zmieniać sojuszników politycznych. Działał w myśl zasady: racja stanu jest racją klanu. Bronił przede wszystkim interesów politycznych Familii. Mówił często o konieczności reformy szkolnictwa narodowego. Był mistrzem propagandy. Do realizacji własnych celów umiał zaprząc całe rzesze współpracowników. Cenił ludzi energicznych i wartościowych. Konsekwentnie obsadzał urzędy i starostwa litewskie. Potrafił promować i awansować ludzi zdolnych o innych niż swoje własne poglądach politycznych. Był dobrym, cierpliwym i bezstronnym sędzią. Dysponował największym spośród swego środowiska doświadczeniem i wyobraźnią polityczną. Znał jak nikt inny szlachecki naród i jego konserwatyzm polityczny i społeczny. Umiał nim manipulować. Kadził Radziwiłłom, zyskiwał Sapiehów i Ogińskich, zaprawiał Sosnowskich i Przeździeckich; znał jakoby z imienia i nazwiska sto tysięcy szlachty, jej interesy i aspiracje; uparcie rekomendował królowi zdolnych do wakansów, o sobie niewiele pamiętając.
Michał Czartoryski cieszył się uznaniem zarówno w kraju, jak i zagranicą. W tym samym stopniu budził szacunek, co lęk. I podobnie jak jego brat August dbał o dobre imię wśród swoich stronników i szlachty. Estymę żywili dla niego nawet zaborcy. Na wieść o jego śmierci ambasador rosyjski miał powiedzieć, że nie ma już teraz nikogo w Warszawie, przed kim można by uchylić kapelusza. Zdaniem króla Stanisława Augusta, umiał wśród swych politycznych oponentów wzbudzić przekonanie, że jest wybitnym graczem politycznym, że właśnie on jest popierany przez opinię publiczną.

## Dalsze losy
20 kwietnia 1764 roku podpisał list dziękczynny do Katarzyny II za wprowadzenie wojsk rosyjskich. Był członkiem konfederacji generalnej Wielkiego Księstwa Litewskiego w 1764 roku. Był konsyliarzem konfederacji generalnej 1764 roku. Był elektorem Stanisława Augusta Poniatowskiego w 1764 roku z województwa brzeskolitewskiego.
W 1766 roku był komisarzem Komisji Menniczej.
23 października 1767 wszedł w skład delegacji Sejmu, wyłonionej pod naciskiem posła rosyjskiego Nikołaja Repnina, powołanej w celu określenia ustroju Rzeczypospolitej. Członek konfederacji 1773 roku. Jako członek delegacji na Sejmie Rozbiorowym 1773-1775 był przedstawicielem opozycji. 18 września 1773 roku podpisał traktaty cesji przez Rzeczpospolitą Obojga Narodów ziem zagarniętych przez Rosję, Prusy i Austrię w I rozbiorze Polski.

## Odznaczenia
- Order Orła Białego (1726, Polska)[27]
- Order św. Andrzeja (1754, Rosja)[27][28]
- Order Orła Czarnego (1764, Prusy)[27]

## Drzewo genealogiczne
| 4. Michał Jerzy Czartoryski (1621–1692) |  |                                          |  |  |                                            |
|                                         |  | 2. Kazimierz Czartoryski (1674–1741)     |  |  |                                            |
| 5. Joanna Olędzka                       |  |                                          |  |  |                                            |
|                                         |  |                                          |  |  | 1. Michał Fryderyk Czartoryski (1696–1775) |
| 6. Jan Andrzej Morsztyn (1621–1693)     |  |                                          |  |  |                                            |
|                                         |  | 3. Izabela Elżbieta Morsztyn (1671–1758) |  |  |                                            |
| 7. Catherine Gordon                     |  |                                          |  |  |                                            |
|                                         |  |                                          |  |  |                                            |

## Potomstwo
Jego żoną była Eleonora Monika Waldstein (1712–1795), córka Jana Antoniego Waldsteina i Anny Waldstein, 
którą poślubił 30 października 1726. Para miała razem trzy córki i syna:
- Antonina (1728–26 lutego 1746, Warszawa), dnia 13 lutego 1744 w Warszawie poślubiła Jerzego Flemminga,
- Konstancja (1729–1749), druga żona Jerzego Flemminga, zmarła na ospę.
- Aleksandra (1730–1798),
- Antoni (1732–1753).